# Bobrzanie

Lokalizacja plemion śląskich w IX i X wieku

Bobrzanie (łac. Poborane) – plemię zachodniosłowiańskie (IX-XI wiek), prawdopodobnie niewielkie i zależne od sąsiadujących z nim Dziadoszyców (łac. Dedosizi). Swą nazwę plemię zawdzięcza rzece Bóbr, tam też szukano śladów ich siedzib. Ich istnienie było jednak kwestionowane, głównie z powodu nielicznych przekazów pisanych na ich temat. Nie wspomina o nich tzw. Geograf Bawarski z IX wieku, nie wymienia ich kronikarz niemiecki Thietmar z Merseburga. Jedyne źródło, które wymienia to plemię, to tzw. Dokument praski z 1086 roku, który podaje pierwotne granice biskupstwa praskiego z roku 973, wyliczając przy tej okazji pięć plemion śląskich: Chorwatów śląskich (zamieszkujących zapewne teren Kotliny Kłodzkiej), Ślęzan, Trzebowian, Bobrzan, Dziadoszyców. Dane archeologiczne potwierdzają, że zamieszkiwali tereny aż po Bory Dolnośląskie wzdłuż środkowego odcinka Bobru (rejon Bolesławca). 
Tekst dokumentu biskupstwa praskiego z 1086 roku, odnoszący się do terenów Śląska, brzmi następująco: 
"Deinde ad aquilonem hi sunt termini: Psouane, Crouati et altera Chrouati, Zlasane, Trebouane, Pobarane, Dedosize usque ad mediam silvam qua Milcianorum occurrunt termini" („Stąd ku północy takie są granice: Pszowianie, Chorwaci [czescy] i po drugiej stronie [Sudetów] Chorwaci [śląscy], Ślężanie, Trzebowianie, Bobrzanie, Dziadoszyce aż do środkowego lasu, gdzie biegną granice Milczan”). Ponieważ źródło wymienia plemiona w kolejności geograficznej, niektórzy badacze (np. S. Moździoch) sugerują, że zapis źródłowy Poberane należy czytać "Poobrzanie" i odnosić do plemienia, którego siedziby znajdowały się po obu stronach rzeki Obrą na pograniczu Śląska i Wielkopolski, a nie nad rzeką Bóbr. 
Należy dodać, że zwarte terytorium plemienne nad rzeką Obrą, wydzielane przez archeologów, zostało nazwane umowną nazwą "Obrzanie". Nazwa ta jest wytworem naukowym i nie może być traktowana jako realna nazwa plemienna.
Według niektórych źródeł poprzez Kwisę graniczyli na zachodzie z serbołużyckim plemieniem Żarowian.